# Olmedo López
Olmedo de Jesús López Martínez (Itagüí,) es un economista, político y funcionario público colombiano.

## Biografía
Nació en Itagüí Antioquia, estudió economía en la Universidad Autónoma Latinoamericana. Su carrera ha trabajado para el sector privado de empresas nacionales.
Fue contratista público para la Corporación de Sistema de Comunicación Comunitaria El Palmar. Entre 2012-2013 fue secretario de ambiente durante la alcaldía de Carlos Andrés Trujillo de Itagüí, en 2015 fue candidato a la gobernación de Antioquia y concejal de Caramanta. 
Es miembro del partido Polo Democrático Alternativo donde desempeñó como directores de las campañas presidenciales de Clara López y Gustavo Petro en Antioquia. Entre 2023 hasta su renuncia en 2024 ocupó el cargo de director de la Unidad Nacional de Gestión del Riesgo de Desastres.

## Escándalo de la UNGRD
En mayo de 2024 se conoció que se encontraron en su gestión, aparentes irregularidades en la contratación de carrotanques para proveer de agua potable a la población de La Guajira.
Según las declaraciones del subdirector Sneyder Pinilla quien busca un principio de oportunidad ante la fiscalía, él fue quien entregó dinero a los presidentes del poder legislativo Iván Name, Andrés Calle por medio de la consejera para las regiones Sandra Ortiz.
También ha querido vincular a los ministros del Interior Luis Fernando Velasco, y de Hacienda Ricardo Bonilla González. Los mencionados han negado su participación alegando que Olmedo López y Sneyder Pinilla solo intentan rebajar su pena tratando de acusar a altos funcionarios.
Los dos actores principales del escándalo aceptaron colaborar con la justicia aportando pruebas, colaboraciones y transacciones de los pagos en la Fiscalía General de la Nación, Corte Suprema de Justicia y Procuraduría General de la Nación para obtener un acuerdo de reducción de pena.